# Kazakstans damlandslag i vattenpolo
Kazakstans damlandslag i vattenpolo representerar Kazakstan i vattenpolo på damsidan. Laget slutade på sjätte plats vid OS 2000 och på åttonde plats vid VM 2001.

### Fotnoter
1. ↑  Todor Krastev (10 mars 2000). ”Women Water Polo Olympic Games 2000 Sydney (AUS) 16-23.09 - Winner Australia” (på engelska). Sport Statistics. Arkiverad från originalet den 8 oktober 2015. https://web.archive.org/web/20151008000746/http://todor66.com/Water_Polo/Olympic/Women_2000.html. Läst 6 augusti 2015.
2. ↑  Todor Krastev (10 mars 2001). ”Women Water Polo World Championship 2001 Fukuoka (JPN) - 18-27.07 Winner Italy” (på engelska). Sport Statistics. Arkiverad från originalet den 22 november 2016. https://web.archive.org/web/20161122043619/http://www.todor66.com/Water_Polo/World/Women_2001.html. Läst 6 augusti 2015.